# 서혜린 (음반)
《서혜린》은 대한민국의 배우 서혜린의 데뷔 음반이다. LP와 테이프는 뉴서울레코드에서 발매되었고, CD는 세음미디어에서 발매되었다. 1994년 1월에 발매된 미니 앨범으로, 정규 앨범의 1/2 가격으로 마케팅을 시도했다.
발라드곡 '마음은 오직 하나'와 댄스곡인 'Hey Man' 등이 수록되어 있다. 프로듀서는 가수로 출발해 작사가로 활동한 김혜선이 맡았다. 타이틀곡은 '마음은 오직 하나'이다. 뮤직비디오는 'Hey Man'이 존재한다. 상업적으로 앨범이 실패한 후 1995년 SBS 공채 5기 탤런트 시험에 합격하여 현재는 탤런트로만 활동 중이다.

## 곡 목록
1. 마음은 오직 하나 [3:41] (김혜선 작사,작곡/김형석 편곡)
2. Hey Man [3:42] (김혜선 작사,작곡/김형준 편곡)
3. 이젠 싫어요 [4:35] (김혜선 작사,작곡/김형준 편곡)
4. 파라다이스 [4:11] (김혜선 작사,작곡/김형석 편곡)
5. Forever [3:41](탁미선 작사 김혜선 작곡/김형석 편곡)

## 스태프
- Executive Produced by 탁미선
- Written by 김혜선, 탁미선
- Composed by 김혜선
- Arranged by 김형석, 김형준
- Directed by 홍재선
- Computer Sequenced by 김형준, 성지훈
- Electric Guitar 반상균
- Piano & Synthesizer 김형석, 김형준
- Chorus 김화수, 박선주, 최재훈
- Mixed by 고영환, 노양수
- Recored at 서울스튜디오, Bay 스튜디오
- Cutting (주)서울사운드
- Photographed by 김중만
- Ass. photographed by 안성진
- Photographed in 괌(Guam)
- Coordinated by 이소선
- Jacket Designed by 유지연
- Production (주)티선 엔터프라이즈
- 발매원 (주)뉴서울레코드
- 판매원 (주)세음 미디어